# Botsmark
Botsmark je švédská vesnice náležící do správního obvodu města Umeå v okrese a provincii Västerbotten. Rozkládá se na celkové ploše 49 hektarů a v roce 2005 zde žilo 209 obyvatel. Vesnice leží v nadmořské výšce 200 m n. m. poblíž jezera Botmarkssjön a protéká jí řeka Sävarån. Poblíž vesnice se nachází největší bludný balvan na světě Botsmarksblocket. Je 15 metrů vysoký, má průměr 35 metrů a jeho hmotnost se odhaduje na 25 000 tun.